# Der unbekannte Kimi Räikkönen
Tuntematon Kimi Räikkönen, ISBN 978-952-234-538-7 ist eine autorisierte Biographie über den finnischen Rennfahrer Kimi Räikkönen von Kari Hotakainen.
Diese Biografie hatte im September 2018 mit 100.000 verkauften Exemplaren in Finnland einen neuen Rekord für ein Sportbuch aufgestellt. Bis Anfang Februar 2019 wurden in Finnland rund 200.000 Bücher abgesetzt. Im Jahr 2018 war die Biografie gemäß der finnischen Zeitschrift Ilta Sanomat das meistverkaufte Buch in Finnland.
Die englische Übersetzung The Unknown Kimi Raikkonen, ISBN 9781471177668, wurde daher am 18. Oktober 2018 mit hohen Erwartungen veröffentlicht. Die deutschsprachige Ausgabe heißt: Der unbekannte Kimi Räikkönen, ISBN 978-3785726518, und ist bei Bastei Lübbe erschienen.

## Rezeption
- Motorsport Total stufte das Buch als „eine der schlechtesten Motorsport-Biografien der vergangenen Jahre“ und „Enttäuschung für alle Kimi- und Formel-1-Fans“ ein. Nur das neunseitige Kapitel „Sechzehn Tage“ über einen sechzehntägigen Alkoholrausch Räikkönens wurde für lesenswert befunden.[4]
- Auch die englischsprachige Ausgabe wurde von grandprix247.com als „enttäuschend“ bewertet. Die Qualität der englischen Übersetzung wurde kritisiert.[5]